# Olidiana ventrosola
Olidiana ventrosola är en insektsart som beskrevs av Nielson 1982. Olidiana ventrosola ingår i släktet Olidiana och familjen dvärgstritar. Inga underarter finns listade i Catalogue of Life.